# Castelul Blankenburg (Harz)
Castelul Blankenburg este clădit pe înățimea Kalkberg (300 m) care se ridică deasupra orașului Blankenburg (Harz) din landul Sachsen-Anhalt, Germania. 

## Istoric
In anul 1123 „Lothar von Süpplingenburg” lasă să fie clădită cetatea, care revine ulterior lui „Heinrich den Stolzen” (Heinrich cel Mândru) sau „Heinrich der Löwe” (Heinrich Leul).
Prin confictul dintre dinastia  Welfen, reprezentată prin „Heinrich der Löwe” și dinastia Staufer dinastia din care făcea parte împăratul Barbarossa,  în anul 1181 Blankenburg va fi asediat și jefuit. Cei doi fii ai lui Heinrich der Löwe devin prinzionierii lui Barbarossa, care după încheierea păcii restituie cetatea, care va fi extinsă.
In anul 1500 datorită datorilor lui Ulrich XI proprietarul castelului, nu se pot realiza reparațiile necesare, iar în noiembrie 1539 izbucnește în castel un incediu, unde va muri soția castelanului Magdalena von Regenstein cu zece copii ai ei.
Reconstruirea castelului în stil baroc are loc în anul 1705 sub conducerea meșterului  Hermann Korb. Urmează o perioadă când castelul va avea proprietari diferiți